# Zhang Qiujian Suanjing

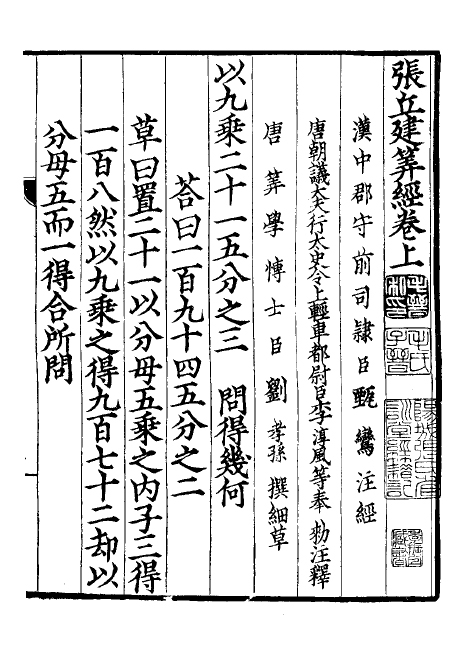
Le classique mathématique de Zhang Qiujian.

Zhang Qiujian Suanjing ou Le Classique mathématique de Zhang Qiujian (chinois : 张邱建算经) est la seule œuvre connue du mathématicien chinois du cinquième siècle, Zhang Qiujian. Il est l'un des dix livres mathématiques connus collectivement comme Suanjing shishu ou les Dix Canons du calcul.

## Histoire
En 656 de notre ère, quand les mathématiques ont été incorporées dans les examens impériaux, ces dix œuvres ont été sélectionnées comme manuels scolaires officiels. Le Jiuzhang suanshu (Les Neuf Chapitres sur l'art mathématique) et le Sunzi Suanjing (Le Classique Mathématique de Maître Sun) sont deux de ces textes qui précèdent Zhang Qiujian suanjing. Tous trois partagent un grand nombre de sujets communs. Dans Zhang Qiujian suanjing l'on peut trouver une poursuite du développement des mathématiques dans les deux premiers classiques. Des preuves internes suggèrent que le livre a été compilé quelque part entre 466 et 485.
« Le Zhang Qiujian suanjing a une place importante dans l'histoire mondiale des mathématiques : c'est un de ces rares livres avant l'an 500 qui montrent le développement des mathématiques, fondamentalement dû aux notations du système de numération et à la fraction commune. Le système de numération est un système de position en base 10, et la notation concise de la fraction commune est celle que nous utilisons encore aujourd'hui. ».
Presque rien n'est connu au sujet de l'auteur Zhang Qiujian, parfois écrit Chang Ch'iu-Chin ou Chang Ch'iu-chien. Il est estimé qu'il a vécu à partir de 430 à 490, mais il n'y a pas de consensus.

## Contenu
Dans la forme qui nous est parvenue, le livre contient une préface et trois chapitres. Il y a deux morceaux manquants, l'un à la fin du chapitre 1 et l'autre au début du chapitre 3. Le chapitre 1 se compose de 32 problèmes, le chapitre 2 de 22 problèmes, et le chapitre 3 de 38 problèmes. Dans la préface, l'auteur a défini ses objectifs en écrivant le livre clairement. Il y a trois objectifs : le premier est d'expliquer comment gérer les opérations arithmétiques impliquant des fractions ; le deuxième objectif est de mettre en avant de nouvelles méthodes améliorées pour résoudre d'anciens problèmes ; et le troisième objectif est de présenter des méthodes de calcul sous une forme précise et compréhensible. Le livre propose des exercices utilisant la méthode de fausse position et de double fausse position.
Voici un problème typique du chapitre 1: « Diviser 6587 2/3 et 3/4 par 58 1/2. Combien cela fait-il? » La réponse donnée est 112 437/702 avec une description détaillée du processus par lequel la réponse est obtenue. Cette description permet d'utiliser les chiffres en baguettes chinois. Le chapitre examine plusieurs problèmes du monde réel dans lequel les calculs avec les fractions apparaissent naturellement.
Dans le chapitre 2, entre autres, il y a quelques problèmes nécessitant l'application de la règle de trois. Voici  un problème typique: « Maintenant, il y a une personne qui a volé un cheval et partit avec elle. Après, il a voyagé 73 li, le propriétaire a réalisé [le vol] et donne la chasse pendant 145 li quand [le voleur] avait 23 li d'avance avant de faire demi-tout. S'il n'était pas reparti, mais avait continué à chasser, trouver la distance en li avant d'avoir atteint le voleur]. ». La réponse donnée est 238 3/14 li.
Dans le chapitre 3, il y a plusieurs problèmes en rapport avec des volumes de solides qui sont des greniers. Voici un exemple: « Maintenant, il y a une fosse [de la forme d'un tronc de pyramide] avec une base rectangulaire. La largeur de la partie supérieure [rectangle] est de 4 chi et la largeur de la partie inférieure [rectangle] est de 7 chi. La longueur de la partie supérieure [rectangle] est de 5 chi et la longueur de la partie inférieure de [rectangle] est de 8 chi. La profondeur est de 1 zhang. Trouver la quantité de millet qu'elle peut contenir. ». Cependant, la réponse est donnée dans un autre ensemble d'unités.
Le 37e problème est un « Problème de lavage de bols » : « Maintenant, il y avait une femme lavant des bols dans la rivière. Un officier demande, "Pourquoi ces bols sont-ils si nombreux ?" La femme répond, "Il y avait des invités à la maison, mais je ne sais pas combien il y en avait. Cependant, chaque paire de personnes a eu [un bol de] la sauce épaisse, chaque groupe de trois personnes a eu [un bol de] la soupe et chaque groupe de quatre personnes a eu [un bol de] riz ; 65 bols ont été utilisés au total." Trouver le nombre de personnes. » La réponse donnée est 60 personnes.
Le dernier problème du livre est le célèbre problème des cent oiseaux (en) qui est souvent considéré comme l'un des premiers exemples impliquant des équations à solutions indéterminées. « Maintenant, un coq a une valeur de 5 qian, une poule de 3 qian et 3 poussins 1 qian. Il est demandé d'acheter 100 oiseaux avec 100 qian. Dans chaque cas, trouver le nombre de coqs, de poules et de poussins achetés. »

## Traduction en anglais
Ang Tian Se, un étudiant de l'Université de Malaya, a préparé une traduction en anglais du Zhang Qiujian Suanjing dans le cadre sa thèse de mastère. Mais la traduction n'a pas été publiée.